# Piper admirabile
Piper admirabile är en pepparväxtart som beskrevs av Truman George Yuncker. Piper admirabile ingår i släktet Piper och familjen pepparväxter. Inga underarter finns listade i Catalogue of Life.